# Episodi di Duck Dodgers (prima stagione)
La prima stagione della serie televisiva animata Duck Dodgers, è stata trasmessa tra il 2003 e il 2004 dall'emittente televisiva Cartoon Network.
| #  | Titolo                                                                                                 |
| -- | --- |
| 01 | Testimone a sorpresa / Bruco di sera maltempo di spera ("The Trial of Duck Dodgers / Big Bug Mamas")   |
| 02 | Amico fino all'ultimo bullone / Marziano contro pennuto ("The Fowl FriendThe / Fast and the Feathery") |
| 03 | Un bel bocconcino / La spia che non mi amava ("Duck Deception / The Spy Who Didn't Love Me")           |
| 04 | La sorgente preziosa / Il filosofo poppante ("Duck Codgers / Where's Baby Smarty Pants")               |
| 05 | Il porcello appetitoso / Il sosia ("I'm Gonna Get You, Fat Sucka / Detained Duck")                     |
| 06 | Una tranquilla partita a golf / Super Cadetto ("K-9 Kaddy / Pig of Action")                            |
| 07 | Lo sparimetro ("Shiver Me Dodgers")                                                                    |
| 08 | Sceriffo per un giorno / Un gran bel capello ("They Stole Dodgers' Brain / The Wrath of Canasta")      |
| 09 | Super papero terrestre ("The Green Loontern")                                                          |
| 10 | Il porta acqua / Questo matrimonio non s'ha da fare ("Quarterback Quack / To Love a Duck")             |
| 11 | Polvere di stelle o stelle in polvere ("Hooray for Hollywood Planet")                                  |
| 12 | La vendetta della regina / Il sergente di ferro ("The Queen Is Wild / Back to the Academy")            |
| 13 | Nemici per la pelle / Chef Dodgers ("Enemy Yours / Duck Departure")                                    |